# 제10회 유럽 영화상
제10회 유럽 영화상의 시상식에 관한 내용이다.

## 수상 및 후보

### 유러피안 작품상
- 풀 몬티 - Peter Cattaneo 수상

### 유러피안 디스커버리상
- 예수의 삶 - 브루노 듀몬트 수상

### 유러피안 여우주연상
- 잉글리쉬 페이션트 - 줄리엣 비노쉬 수상

### 유러피안 남우주연상
- 24 7 - 셰인 메도우스 수상

### 유러피안 각본상
- 나의 장미빛 인생 - 알랭 벨라이너 수상
- 나의 장미빛 인생 - Chris Van Der Stappen 수상

### 유러피안 촬영상
- 잉글리쉬 페이션트 - 존 세일 수상

### 유럽영화아카데미 평생공로상
- 잔느 모로 수상

### 유럽영화아카데미 비평상
- 세상의 기원으로의 여행 - 마뇰 드 올리베이라 수상

### 유럽영화아카데미 다큐멘터리상
- GIGI, MONICA...ET BIANCA - Benoit Dervaux 수상

### 유럽영화아카데미 비유럽 영화상
- 하나-비 - 기타노 다케시 수상

### 베스트 유러피안 감독상
- 풀 몬티 - Peter Cattaneo 수상

### 베스트 유러피안 남우주연상
- 하비에 바르뎀 수상

### 베스트 유러피안 여우주연상
- 조디 포스터 수상

### 유러피안 월드 시네마상
- 래리 플린트 - 밀로스 포먼 수상